# Hieracium leptogrammum
Hieracium leptogrammum es una especie de planta con flor del género Hieracium, de la familia Asteraceae, orden Asterales.

## Distribución
Hieracium leptogrammum se distribuye por Noruega, Suecia y Georgia.

## Taxonomía
Fue descrita científicamente por Dahlst. ex Johanss.
Tratamiento taxonómico
La especie aparece registrada en una sección de la publicación Bih. Kongl. Svenska Vetensk.-Akad. Handl.